# Life Changes
| Оценки критиков | Оценки критиков |
| Источник        | Оценка          |
| --------------- | --------------- |
| AllMusic        | [ 1 ]           |

Life Changes — третий студийный альбом американского кантри-музыканта Томаса Ретта. Он был выпущен 8 сентября 2017 года на лейбле Valory. В записи альбома приняла участие Марен Моррис. Альбом дебютировал на первом месте американского хит-парада Billboard 200, став для Ретта его первым чарттоппером в карьере.

## История
Лид-сингл альбома «Craving You» вышел 3 апреля 2017 года в виде дуэта с Марен Моррис. Эта песня достигла первого места в US Country Airplay в США и в Canada Country в Канаде. Второй сингл, «Unforgettable» вышел на радио 28 июля 2017. Песня «Marry Me» вышла на радио 20 ноября 2017, в качестве третьего сингла альбома.
Промосингл «Sixteen» вышел 11 августа 2017 года в качестве первого промосингла альбома. Второй промосингл «Grave» вышел 18 августа 2017 года. Титульный трек вышел в качестве третьего промосингла 1 сентября 2017 года.
Песня «Sweetheart» вышла 7 сентября в качестве промосингла эксклюзивно для Billboard за день до релиза альбома. Ремикс для трека «Leave Right Now» вышел 13 апреля 2018 в качестве пятого промосингла.

## Коммерческий успех
Life Changes дебютировал на первом месте американского хит-парада Billboard 200 с тиражом 123,000 альбомных эквивалентных единиц (включая 94,000 чистых продаж альбома). Это первый чарттоппер для Томаса Ретта после того, как его второй студийный альбом Life Changes был на позиции № 2 в 2015 году. Диск также стал первым чарттоппером в кантри-чарте Top Country Albums.
В 2017 году диск стал первым альбомом жанра кантри-музыки, достигшим первой позиции в мультижанровом хит-параде Billboard 200. Во вторую неделю релиза было продано ещё 20,400 копий. 
К марту 2019 года тираж составил 319,600 копий в США.

## Номинации и награды
| Год  | Ассоциация    | Категория          | Результат |
| ---- | ------------- | ------------------ | --------- |
| 2018 | Grammy Awards | Best Country Album | Номинация |
| 2018 | CMA Awards    | Album of the Year  | Номинация |

## Список треков
По данным Tidal и Spotify.
| №                   | Название                                        | Автор(ы)                                                | Длительность |
| ------------------- | ----------------------------------------------- | ------------------------------------------------------- | ------------ |
| 1.                  | «Craving You» (при участии Марен Моррис)        | Dave Barnes Julian Bunetta                              | 3:43         |
| 2.                  | «Unforgettable»                                 | Thomas Rhett Jesse Frasure Ashley Gorley Shane McAnally | 2:37         |
| 3.                  | «Sixteen»                                       | Rhett Sean Douglas Joe Spargur                          | 2:58         |
| 4.                  | «Drink a Little Beer» (при участии Rhett Akins) | Rhett Akins Frasure Ben Hayslip                         | 3:34         |
| 5.                  | «Marry Me»                                      | Rhett Frasure Gorley McAnally                           | 3:26         |
| 6.                  | «Leave Right Now»                               | Rhett Bunetta Edward Drewett John Henry Ryan            | 3:16         |
| 7.                  | «Smooth Like the Summer»                        | Rhett Frasure McAnally Josh Osborne                     | 2:48         |
| 8.                  | «Life Changes»                                  | Rhett Akins Frasure Gorley                              | 3:10         |
| 9.                  | «When You Look Like That»                       | Jessi Alexander Matt Dragstrem David Lee Murphy         | 3:23         |
| 10.                 | «Sweetheart»                                    | Rhett Akins Boggs Douglas Spargur                       | 3:26         |
| 11.                 | «Kiss Me Like a Stranger»                       | Rhett Barnes Jordan Reynolds                            | 3:47         |
| 12.                 | «Renegades»                                     | Rhett Bunetta Ryan                                      | 3:43         |
| 13.                 | «Gateway Love»                                  | Rhett Douglas Sam Ellis Emily Weisband                  | 3:26         |
| 14.                 | «Grave»                                         | Chris DeStefano Hillary Lindsey Josh Miller             | 3:11         |
| Общая длительность: | Общая длительность:                             | Общая длительность:                                     | 46:28        |

| №                   | Название            | Автор(ы)                       | Длительность |
| ------------------- | ------------------- | ------------------------------ | ------------ |
| 15.                 | «Country Gold»      | Rhett Akins Frasure Gorley     | 3:50         |
| 16.                 | «Cardboard Heart»   | Rhett Akins Douglas Frasure    | 2:46         |
| 17.                 | «When We're 80»     | Rhett Frasure McAnally Osborne | 2:57         |
| Общая длительность: | Общая длительность: | Общая длительность:            | 56:01        |

| №                   | Название                              | Автор(ы)                       | Длительность |
| ------------------- | ------------------------------------- | ------------------------------ | ------------ |
| 15.                 | «Country Gold»                        | Rhett Akins Frasure Gorley     | 3:50         |
| 16.                 | «Cardboard Heart»                     | Rhett Akins Douglas Frasure    | 2:46         |
| 17.                 | «When We're 80»                       | Rhett Frasure McAnally Osborne | 2:57         |
| 18.                 | «Life Changes» (radio edit)           |                                | 3:11         |
| 19.                 | «Leave Right Now» (Martin Jensen mix) |                                | 2:42         |
| 20.                 | «Leave Right Now» (Nashville mix)     |                                | 3:19         |
| 21.                 | «Leave Right Now» (radio edit)        |                                | 3:09         |
| Общая длительность: | Общая длительность:                   | Общая длительность:            | 68:22        |

## Чарты
| Чарты (2017)                                  | Высшая позиция |
| --------------------------------------------- | -------------- |
| Австралия (ARIA)                              | 30             |
| Канада (Canadian Albums Chart)                | 2              |
| Новая Зеландия (N.Z. Heatseeker Albums, RMNZ) | 3              |
| Шотландия (Scottish Albums Chart)             | 26             |
| Великобритания (UK Albums Chart)              | 54             |
| Великобритания (UK Country Albums Chart)      | 2              |
| США (Billboard 200)                           | 1              |
| США (Billboard Top Country Albums)            | 1              |

| Чарты (2017)            | Позиция |
| ----------------------- | ------- |
| США, Billboard 200      | 123     |
| США, Top Country Albums | 17      |

| Чарты (2018)                        | Позиция |
| ----------------------------------- | ------- |
| Canadian Albums (Billboard)         | 41      |
| США, Billboard 200                  | 41      |
| США, Top Country Albums (Billboard) | 5       |

| Чарт (2019)                         | Позиция |
| ----------------------------------- | ------- |
| США, Billboard 200                  | 106     |
| США, Top Country Albums (Billboard) | 9       |